# Ganbaataryn Otgonjargal
Ganbaataryn Otgonjargal (9 giugno 1996) è una lottatrice mongola, specializzata nella lotta libera.

## Palmarès
- Campionati asiatici

Ulaanbaatar 2022: argento nei 55 kg.